# Luke Glendening
Luke Glendening, född 28 april 1989, är en amerikansk professionell ishockeyspelare som spelar för Detroit Red Wings i NHL.
Han blev aldrig draftad av något lag.